# U-407
U-407 — средняя немецкая подводная лодка типа VIIC времён Второй мировой войны.

## История
Заказ на постройку субмарины был отдан 16 октября 1939 года. Лодка была заложена 12 сентября 1940 года на верфи Данцигер Верфт в Данциге под строительным номером 108, спущена на воду 16 августа 1941 года, вошла в строй 18 декабря 1941 года под командованием оберлейтенанта Эрнста-Ульриха Брюллера.

## История службы
Лодка совершила 12 боевых походов. Потопила 3 судна суммарным водоизмещением 26 892 брт, повредила одно судно водоизмещением 6207 брт, повредила два военных корабля суммарным водоизмещением 17 900 тонн, в том числе британский легкий крейсер Birmingham (28 ноября 1943 года у берегов Киренаики, в точке 33°05′ с. ш. 21°43′ в. д.). Ещё одно судно водоизмещением 7176 брт после повреждений не восстанавливалось.
1 октября 1942 года U-407 четырёхторпедным веером безуспешно атаковала лайнер RMS Queen Mary.
Потоплена 19 сентября 1944 года в Средиземноморье в районе с координатами 36°27′ с. ш. 24°33′ в. д., глубинными бомбами с британских эсминцев HMS Troubridge и HMS Terpsichore и польского эсминца Garland. 5 человек погибли, 48 спаслись.

### Командиры
- 18 декабря 1941 года — 14 января 1944 года капитан-лейтенант Эрнст-Ульрих Брюллер
- 7 января 1944 года — 8 сентября 1944 года оберлейтенант цур зее Губертус Корндорфер
- 9 сентября 1944 года — 19 сентября 1944 года оберлейтенант цур зее Ганс Кольбус

### Флотилии
- 18 декабря 1941 года — 31 августа 1942 года — 5-я флотилия (учебная)
- 1 сентября — 30 ноября 1942 года — 9-я флотилия
- 1 декабря 1942 года — 19 сентября 1944 года — 29-я флотилия

### Волчьи стаи
U-407 входила в состав следующих «волчьих стай»:
- Vorwarts 27 августа — 26 сентября 1942
- Delphin 10 ноября 1942 года — 17 ноября 1942

### Атаки на лодку
- 9 января 1944 года в результате авианалёта на Полу четверо членов экипажа U-407 погибли, ещё один был ранен. В следующий поход лодка отправилась только через 20 дней.